# Broken River (Bowen River)
Der Broken River ist ein Fluss im Osten des australischen Bundesstaates Queensland.

## Geografie

### Flusslauf
Der Fluss entspringt bei der Siedlung Palms Lokkout an der Südspitze des Eungella-Nationalparks, etwa 140 Kilometer südsüdöstlich von Bowen. Von dort aus fließt er zunächst nach Westen in den Lake Eungella. Diesen See verlässt er wieder an seinem Nordende und fließt durch die Broken River Range nach Nord-Nordwesten und Nordwesten. Am Tent Hill bildet er zusammen mit dem Little Bowen River den  Bowen River.

### Nebenflüsse mit Mündungshöhen
- Spring Creek – 582 m
- Dry Creek – 578 m
- Bee Creek – 391 m
- Furios Creek – 303 m
- Salitros Creek – 285 m
- Massey Creek – 268 m
- Urannah Creek – 241 m
- Black Gin Creek – 219 m
- Turn Back Creek – 210 m
- Grant Creek – 202 m
- Alice Creek – 178 m
- Emu Creek – 163 m[1]

### Durchflossene Seen
- Lake Eungella – 564 m[1]